# Фумач (Белуно)
Фумач (итал. Fumach) је насеље у Италији у округу Белуно, региону Венето.
Према процени из 2011. у насељу је живело 44 становника. Насеље се налази на надморској висини од 431 м.